# 16065 Borel
16065 Borel è un asteroide della fascia principale. Scoperto nel 1999, presenta un'orbita caratterizzata da un semiasse maggiore pari a 2,6617815 UA e da un'eccentricità di 0,0445498, inclinata di 3,44053° rispetto all'eclittica.